# بولیو (بازی کارتی)
بولیو (یا bOOleO) یک بازی کارتی استراتژی با استفاده از دروازه‌های منطقی  است. این بازی توسط جاناتان برانت و کریس کامف به همراه پی دنیس در سال ۲۰۰۸ طراحی و برای اولین بار در سال ۲۰۰۹ توسط Tessera Games LLC منتشر شد.

## اجزای بازی
دسته کارت ها شامل 64 کارت است:
- ۴۸ کارت «دروازه‌» با استفاده از سه عملگر  دروازه و (AND)، دروازه یا (OR) و دروازه یای انحصاری (XOR):

۸ کارت OR با خروجی ۱
۸ کارت OR با خروجی ۰
۸ کارت AND با خروجی ۱
۸ کارت AND با خروجی ۰
۸ کارت XOR با خروجی ۱
۸ کارت XOR با خروجی ۰
- ۸ کارت دروازه وارونگر (NOT)
- ۶ کارت باینری اولیه که هر کدام یک ۰ و یک ۱ در دو انتهایشان دارند.
- ۲ جدول ارزش (برای مراجعه استفاده می شود، نه در بازی)

## نحوه بازی
با یک خط از کارت‌های باینری اولیه که عمود بر دو بازیکن روبه‌رو گذاشته شده‌اند شروع می‌کنیم، هدف بازی این است که اولین کسی باشیم که یک هرم منطقی را تکمیل می‌کند که خروجی نهایی آن مطابق با ورودی دنباله کارت‌های باینری اولیه رو‌به‌روی بازیکن است.
این بازی در قالب «یک کارت بکش، یک کارت بازی کن» انجام می‌شود. این هرم شامل ردیف‌هایی از کارت‌های دروازه‌ است، که در آن خروجی هر جفت کارت به‌ هم پیوسته، مقادیر ورودی یک کارت واحد در ردیف زیرشان را تشکیل می‌دهد. بنابراین، مقادیر باینری اولیه پایه یا ردیف اول هرم را تشکیل می‌دهند. برای اضافه کردن هر کارت به هرم باید با ردیابی «جریان» کارت‌های باینری اولیه و در نظر گرفتن منطق و خروجی هر دروازه مطمئن بشویم که اضافه کردن آن دروازه به هرم از لحاظ منطقی درست است، یعنی بسته به ورودی‌ها و خروجی‌ها، ارزش هر کارت دروازه باید با قانون آن دروازه مطابقت داشته باشد.
کارت‌های NOT در برابر هر یک از کارت‌های باینری اولیه در بازی، بازی می‌شوند و باعث می‌شوند که کارت ۱۸۰ درجه بچرخد و مقدار آن کارت از ۰ به ۱ یا برعکس تغییر کند.
با تغییر مقدار هر یک از دنباله‌های کارت‌های باینری اولیه، همه کارت‌های دروازه‌ای که جریان آن کارت باینری اولیه از آنها رد می‌شود باید دوباره ارزیابی شوند تا اطمینان حاصل شود که قرارگیری آن هنوز هم از لحاظ منطقی درست است یا خیر. اگر اینطور نباشد، آن کارت دروازه از هرم بازیکن حذف می‌شود. 
از آنجایی که هر دو هر دو بازیکن کارت های باینری اولیه را به‌عنوان یک پایه به اشتراک می‌گذارند، «برگرداندن» یک باینری اولیه بر هرم هر دو بازیکن (با بازی یک کارت NOT) تأثیر می‌گذارد. یک استراتژی اصلی در طول بازی این است که کارت‌های دروازه را از هرم منطقی حریف حذف کنیم، در حالی که آسیب کمتری به هرم خود وارد کنیم. با این‌حال، حریف ممکن است اثراتی را که یک کارت NOT روی یک کارت باینری اولیه می‌گذارد را، با بازی کردن یک کارت NOT دیگر خنثی کند.
برخی از دروازه‌های منطقی نسبت به تغییر ورودی هایشان قوی‌تر از دروازه‌های دیگر هستند. بنابراین، همه کارت‌های گیت منطقی ارزش استراتژیک یکسانی ندارند.
نسخه استاندارد بازی حاوی گیت‌های NAND ، NOR یا XNOR نیست، اما این‌ کارت‌ها در بولیو-ان (که یک بازی مستقل با قوانین یکسان نیز است) یافت می‌شوند.

## روش‌های دیگر بازی
تعداد کارت‌های موجود در بولیو به‌راحتی از بازی کردن دو بازیکن پشتیبانی می‌کند که هرم منطقی آنها در پایه آنها شش کارت دارد. با ترکیب چند جفت از دسته‌های بازی، می‌توان اهرام بزرگتر ساخت یا بازی‌هایی بین بیش از دو بازیکن انجام داد. به‌عنوان مثال:
- چهار بازیکن می‌توانند به‌صورت انفرادی یا تیمی با قرار دادن کارت‌های دودویی اولیه به‌صورتی که در آن چهار هرم منطقی مانند نقاط قطب‌نما در چهار جهت امتداد دارند، بازی کنند.
- چهار یا بیشتر از چهار بازیکن ممکن است با پایه طولانی‌تری از کارت‌های باینری اولیه بازی کنند و هرم‌هایی با هم‌پوشانی جزئی بسازند.

Tessera Games همچنین نسخه بولیو-ان را منتشر کرد که مشابه بولیو است با این تفاوت که از مجموعه معکوس گیت‌های منطقی استفاده می‌کند: دروازه نقیض و، دروازه نقیض یا و دروازه نقیض یای انحصاری. نسخه بولیو-ان ممکن است به‌تنهایی بازی شود یا ممکن است با بولیو ترکیب شود.